# Шклярские
Шклярские — дворянский род.
Потомство Валентина Михайловича Шклярского (14.02.1787—17.03.1879, Санкт-Петербург), действительного статского советника, 06.11.1859 жалованного дипломом на потомственное дворянское достоинство. Валентин Михайлович Шклярский — доктор медицины и хирургии Берлинского университета и Санкт-Петербургской Медико-Хирургической академии, консультант лазарета Чесменской военной богадельни и почетный член Общества русских врачей в Санкт-Петербурге.

## Описание герба
Золотой щит окружён красной широкой каймой. На ней семь золотых шестиконечных звёзд. В щите голубой петух с красным гребнем, глазами, языком.
Над щитом дворянский коронованный шлем. Нашлемник — рука в золотых латах вытянутая вверх с красным мечом с серебряной рукоятью. Намёт справа голубой с золотом, слева красный с золотом. Герб Шклярских внесён в Часть 16 Сборника дипломных гербов Российского Дворянства, невнесённых в Общий Гербовник, стр. 48.